# Ana Couto
Ana Cuoto, född 30 juli 1990 i Portugal, är en volleybollspelare (passare).
Cuoto spelar i Portugals landslag och i klubblaget FC Porto.